# زاریا (ماژول ایستگاه فضایی)

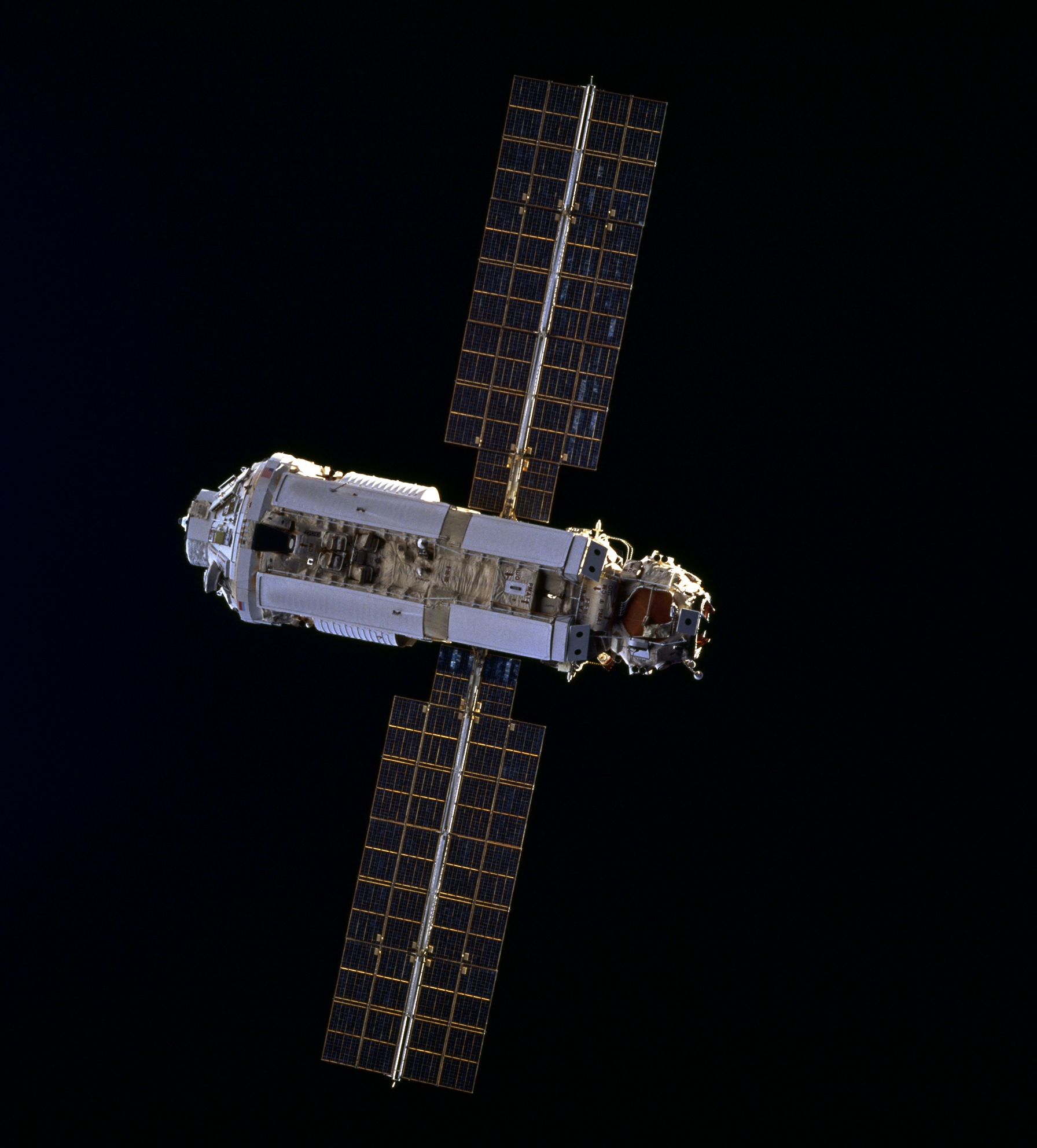
ماژول زاریا آنگونه که از اس‌تی‌اس-۸۸ دیده می‌شود.

زاریا ((به روسی: Заря́)) به معنای سپیده‌دم، که با نام بلوک باری (به انگلیسی: Functional Cargo Block) یا به اختصار FGB اولین ماژول ایستگاه فضایی بین‌المللی بود که شالوده ایستگاه را بنا بنهاد.  زاریا نیروی برق، ذخیره‌سازی را در طول آغاز سرهم‌بندی قطعات را تأمین می‌کرد. اکنون این ماژول پس از اتصال سایر ماژول‌ها، به عنوان ذخیره‌سازی اصلی است. این وظیفه را در هر دو بخش داخلی ِ فشار و تانک سوخت خارجی متصل بر عهده دارد. پیشینه طراحی این قطعه با دوران برنامه روسی سالیوت باز می‌گردد. نام زاریا به این دلیل به آن داده شده که در واقع این ماژول، طلوعی بر عصر جدید فضا و همکاری‌های فضایی بود. این بخش توسط روسیه ساخته شده ولی اکنون متعلق به ایلات متحده است.

## ساخت
زاریا به عنوان ماژولی برای میر ساخته شده بود، ولی تا پایان کار میر به فضا پرتاب نشد. بخشِ بارِ زاریا، در بخش بالایی با فضاپیمای پولیوس درهم آمیخته بود. این موضوع در اولین پرواز انرگیا انجام شده بود. پس از پایان کار میر، طراحی برای ایستگاه فضایی بین‌المللی تغییر کرد.
تحقیق و توسعه این بخش توسط شوری و روسیه تأمین شده بود، به طوریکه طراحی و تمام سامانه‌های این ماژول شوروی/روسی است. ایلات متحده از طریق معاهده دهه ۹۰ میلادی به وجود این بخش پی برد. ساخت آن از سال ۱۹۹۴ تا ۱۹۹۸ در روسیه و درمرکز فضایی تولید و تحقیق ایلاتی کرونیچف، مسکو، انجام شد. سامانه کنترلی آن توسط خارتون، خارکیف، اوکراین انجام شد. زاریا به عنوان بخشی از نقشه ناسا برای ایستگاه فضایی در نظر گرفته شد. و جایگزین درگاه-۱ (Bus-1) از شرکت لاکهید مارتین شد. کی از دلایل قیمت ارزانتر آن، ۲۲۰ میلیون دلار در برابر ۴۵۰ میلیون دلار، بود. به عنوان بخشی از قرار داد کرونیچف یک ماژول معادل با آن را نیز ساخت (که با نام FGB-2 از آن یاد می‌شود) تحت عنوان نقشه‌ی پشتیبان ساخت. اف‌بی‌جی۲ برای اهداف مختلفی ساخته شد و اکنون به عنوان ماژول آزمایشگاهی چندمنظوره نائوکا، در اختیار روسیه است.

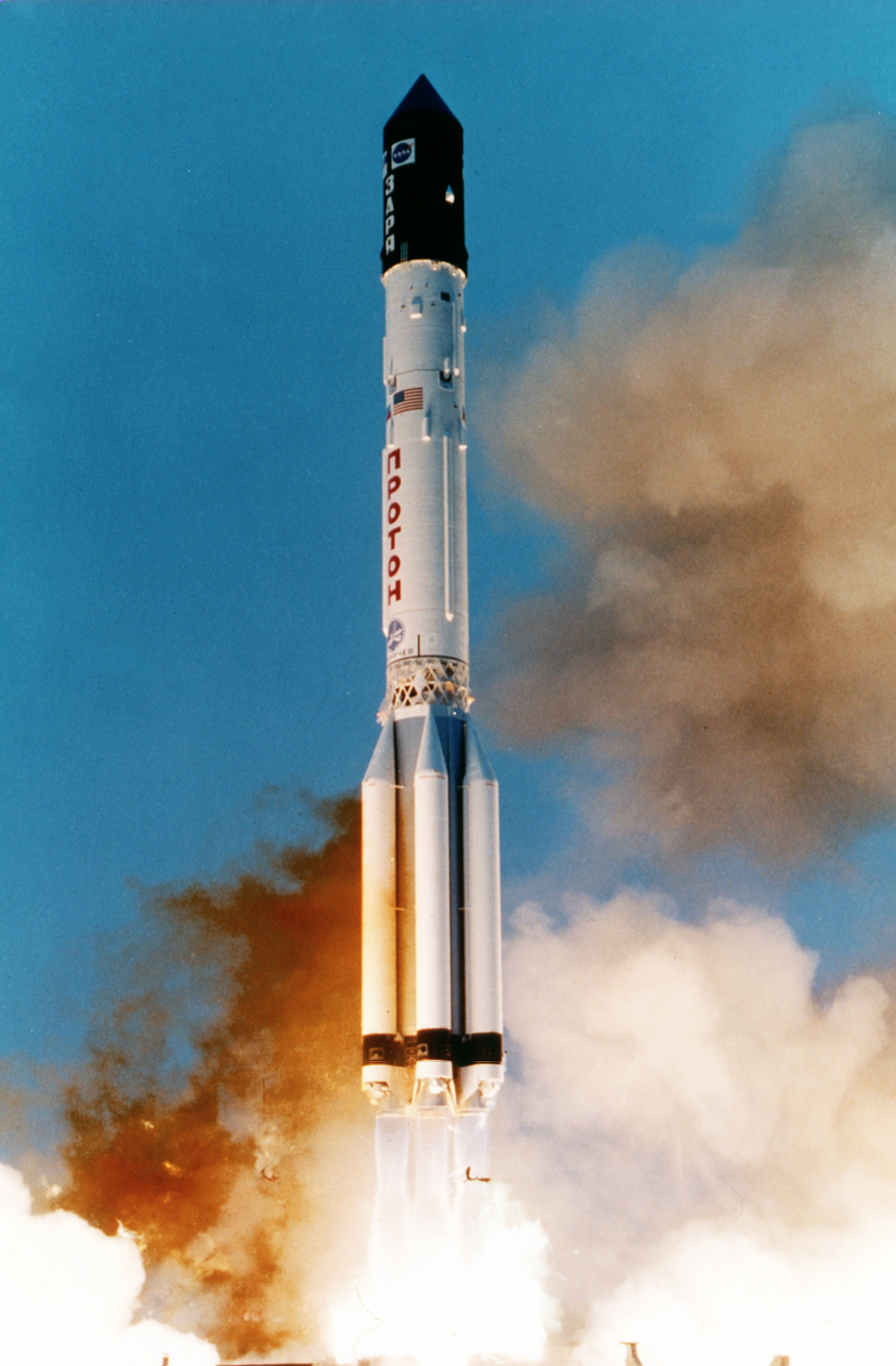
پرتاب ماژول زاریا با موشک پروتون

## طراحی
وزن زاریا ۱۹۳۰۰ کیلوگرم و ۱۲.۵۵ متر طول و ۴.۱ قطر دارد.

## مشخصات
- طول: ۱۲٫۵۶ متر (۴۱٫۲ فوت)
- قطر: ۴٫۱۱ متر (۱۳٫۵ فوت)
- طول صفحات خورشیدی: ۱۰٫۶۷ متر (۳۵٫۰ فوت)
- عرض صفحات خورشیدی: ۳٫۳۵ متر (۱۱٫۰ فوت)
- جرم: ۱۹٬۳۲۳ کیلوگرم (۴۲٬۶۰۰ پوند)

## نگاره
|  |  |  |